# Irisches Evangeliar von St. Gallen

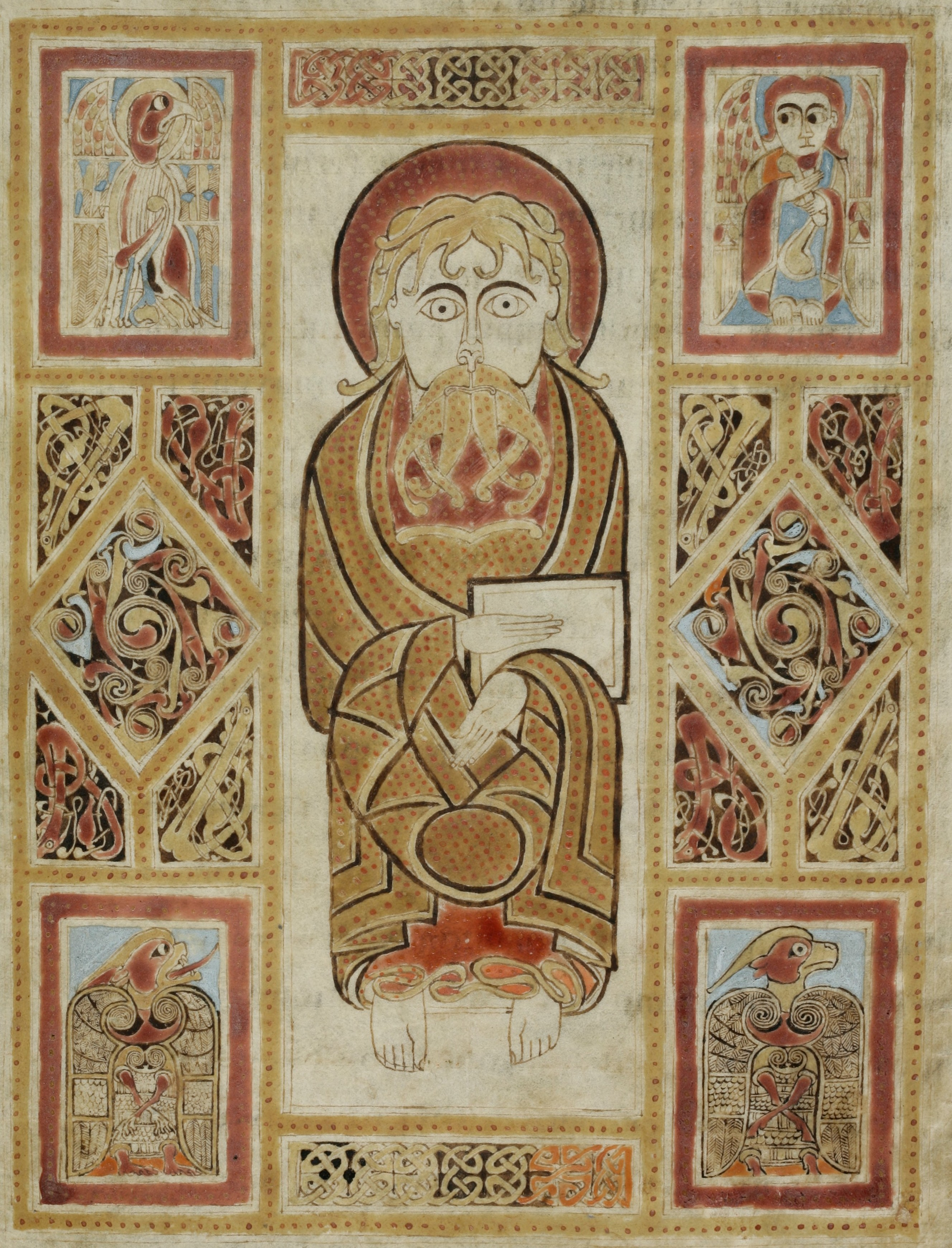
Evangelist Markus

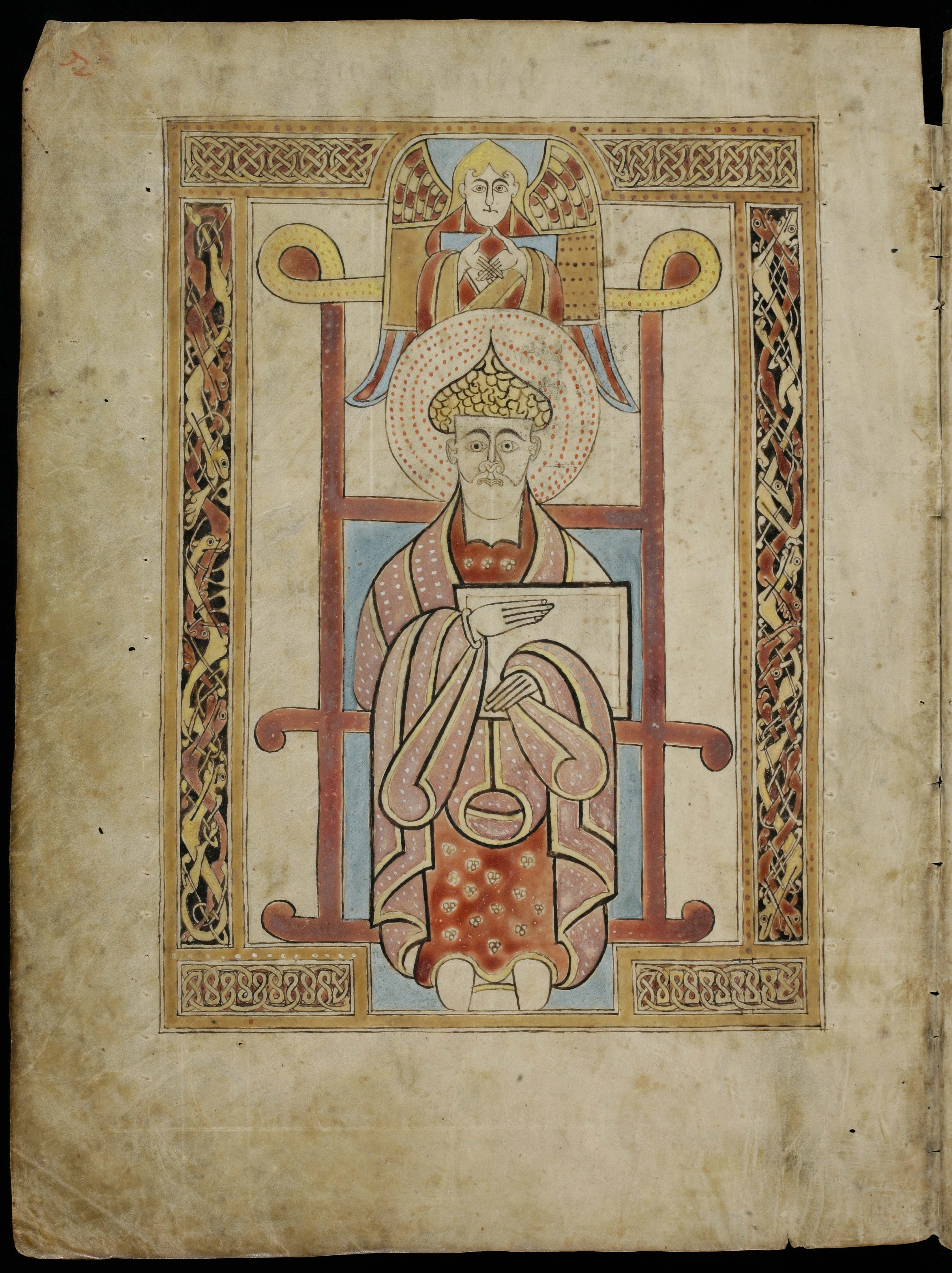
Evangelist Matthäus

Das Irische Evangeliar von St. Gallen (Codex Sangallensis 51) ist ein illustriertes Evangeliar, das um 780 in Mittelirland von irischen Mönchen geschaffen wurde.
Der Codex enthält den Text der vier Evangelien des Neuen Testaments auf 134 Pergamentseiten im Format 29,5 × 22 cm. Der Text ist in irischer Halbunziale (Majuskel) geschrieben. Das Johannesevangelium folgt dem westlichen Texttyp, die anderen Evangelien der Vulgatafassung.
Es sind 7 ganzseitige farbige Miniaturen im insularen Stil erhalten mit den Darstellungen der vier Evangelisten, der Kreuzigung Christi, seiner Himmelfahrt und dem Christusmonogramm auf einer Teppichseite. Außerdem gibt es zahlreiche verzierte Initialen.

## Herkunft
Das in der Stiftsbibliothek St. Gallen erhaltene Irische Evangeliar von St. Gallen gehört zu den schönsten heute noch erhaltenen irischen Bilderhandschriften. Als Entstehungsort schlägt O’Sullivan aufgrund der quadratischen Schrift und der Verwendung einer Minuskelschrift für einen liturgischen Text Mittelirland vor, und zeitlich wird es von Joseph Flahive in die Zeit um 780 eingeordnet. Stilistisch ist es nahe verwandt mit dem Faddan More Psalter, der im Jahr 2006 in einem Moor in der Nähe von Birr, also auch in Mittelirland, entdeckt wurde.
In der Handschrift selber sind keine genaueren Hinweise zum Herkunftsort überliefert. Immerhin findet sich auf Seite 265 ein vielleicht schon aus der zweiten Hälfte des 9. Jahrhunderts stammender Eintrag in einer karolingischen Minuskel, die, wie es scheint, die irische Schrift nachahmt. Er ist ein Indiz dafür, dass der Band spätestens im 9./10. Jahrhundert auf dem Festland und vermutlich auch in St. Gallen war. Irische Mönche, die zum Grab ihres Landsmann Gallus pilgerten, brachten die Bücher als Gastgeschenke mit. Einige Mönche, wie etwa der irische Bischof Marcus und sein Neffe Moengal, die um 850 auf der Rückreise von Rom das Kloster St. Gallen besuchten, blieben gleich samt ihren Büchern für immer dort. Ein Zusammenhang mit der Bücherschenkung des irischen Bischofs Marcus und seines Neffen Móengal in der Zeit von 849 bis 872 lässt sich zwar nicht beweisen, ist aber nicht auszuschließen. Die Handschrift befindet sich heute in der Stiftsbibliothek des Klosters St. Gallen, diese besitzt mit vier vollständigen irischen Codices und Fragmenten aus elf weiteren Handschriften die größte frühmittelalterliche Sammlung irischer Handschriften.

## Inhalt
Das irische Evangeliar ist das schönste unter den vollständigen irischen Handschriften der Stiftsbibliothek. Das Manuskript enthält die vier Evangelien in einem irischen Mischtext von Vetus Latina und Vulgata. Künstlerisch fallen die Doppelinitialzierseiten zu Beginn der vier Evangelien auf. Sie sind jeweils mit einem eindrücklichen Evangelistenporträt auf der linken und dem kunstvollen Textanfang auf der rechten Seite gestaltet. Eine Teppichseite, eine weitere Initialzierseite und zwei weitere ganzseitige Darstellungen der Kreuzigung und des Jüngsten Gerichts vervollständigen den Buchschmuck. Auf dem gleichen Niveau sind eine Kreuztafel (S. 6), eine weitere Initialzierseite (S. 7) sowie die Darstellungen des Gekreuzigten (S. 266) und des Jüngsten Gerichts (S. 267) am Schluss des Bands. Weil sich die Bilder bei Markus und Johannes (S. 78/79 und 208/209) stilistisch deutlich von den anderen unterscheiden, ist anzunehmen, dass zwei verschiedene Künstler am Werk waren.